# Dhyana

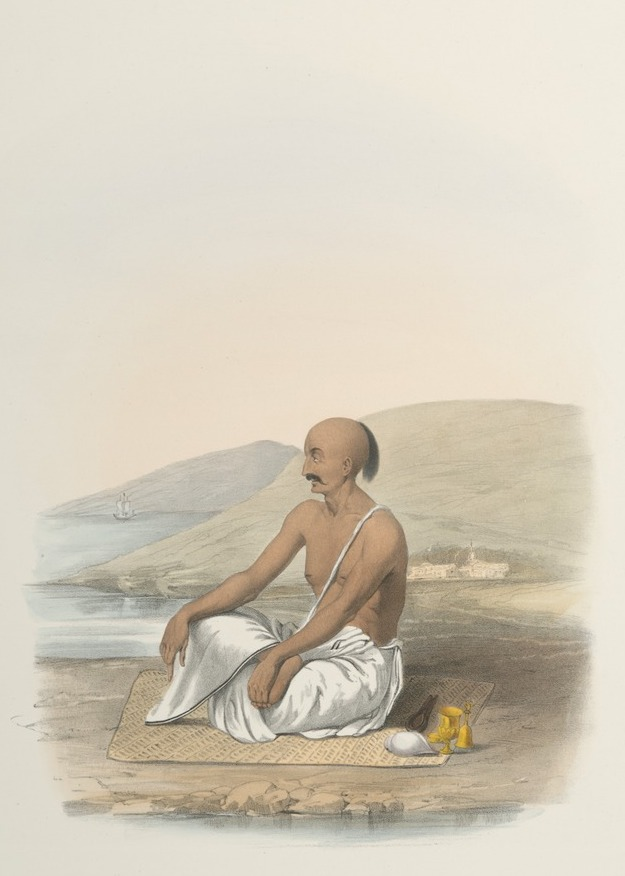
Un Brahmin meditând (1851)

Dhyana (Dhyāna) în hinduism înseamnă contemplare și meditație. Dhyana este preluată de practicile Yoga și este un mijloc către atingerea stării de samadhi și pentru autocunoaștere.
Diferitele concepte de dhyana și practica ei își au originea în mișcarea Șramanică a Indiei antice, care a început înainte de secolul al VI-lea î.Hr. (pre-Buddha, pre-Mahavira), și practica a fost influentă în diversele tradiții ale hinduismului. Este, în hinduism, o parte a procesului de conștientizare auto-dirijată și de unificare din Yoga prin care yoghinul realizează Sinele (Atman, suflet), relația cu alte ființe vii și Realitatea Ultimă. Dhyana se găsește și în alte religii indiene, cum ar fi budismul și jainismul. Acestea s-au dezvoltat împreună cu dhyana în hinduism, parțial independent, parțial influențându-se reciproc.
Termenul Dhyana apare în straturile Aranyaka și Brahmana ale Vedelor, dar cu un sens neclar, în timp ce în Upanișadele timpurii apare în sensul de „contemplare, meditație” și o parte importantă a procesului de autocunoaștere. Este descrisă în numeroase Upanișade ale hinduismului și în Yoga Sutra lui Patanjali - un text cheie al școlii de Yoga a filosofiei hinduse.

## Etimologie și semnificație
Dhyāna (în sanscrită ध्यान, Pali: झान) înseamnă „contemplare, reflecție” și „meditație profundă, abstractă”.
Rădăcina cuvântului este Dhi, care în primul strat al textului Vedelor se referă la „viziunea imaginativă” și asociat cu zeița Saraswati cu puteri de cunoaștere, înțelepciune și elocvență poetică.  Acest termen s-a dezvoltat în varianta dhya- și dhyana, sau „meditație”.
Thomas Berry afirmă că Dhyana este „atenție susținută” și „aplicarea minții la punctul ales de concentrare”. Dhyana contemplă, reflectă asupra a ceea ce s-a concentrat Dharana. Dacă în cel de-al șaselea element al yoga cineva se concentrează asupra unei zeități personale, Dhyana este contemplarea ei. Dacă concentrarea s-a concentrat pe un singur obiect, Dhyana este o observație nejudecată, fără prezumție a acelui obiect. Dacă se pune accentul pe un concept/idee, Dhyana contemplă acel concept/idee în toate aspectele, formele și consecințele sale. Dhyana este un șir neîntrerupt de gândire, curent de cunoaștere, flux de conștientizare.